# Filip VII Waldeck-Wildungen
Filip VII Waldeck-Wildungen (ur. 25 listopada 1613 w Alt-Wildungen, zm. 24 lutego 1645 w Taborze w Czechach).
Drugi syn hrabiego Chrystiana Waldeck-Wildungen (1585-1637) i jego żony Elżbiety von Nassau-Siegen (1584-1661). Po śmierci starszego brata został następcą tronu.
Po śmierci ojca w 1638 Filip VII (znany również jako Philip VI.) został hrabią Waldeck-Wildungen. Jego młodszy brat Jan (1623-1668) później Jan II został hrabią Waldeck zu Landau.

## Rodzina i dzieci
Był żonaty z Anną Katarzyną von Sayn-Wittgenstein (ur. 1610, zm. 1 grudnia 1650).
Mieli 7 dzieci:
- Krystiana Ludwika (ur. 29 grudnia 1635; zm. 12 grudnia 1706), hrabia Waldeck-Wildungen, ∞ 1 Anna Elżbieta von Rappoltstein (1644-1678), 2 ∞ Johanette Nassau-Idstein (1657-1733)
- Jozjasza II (ur. 31 lipca 1636; zm. 16 lipca 1669 podczas oblężenia Candia); ∞ Wilhelmina Nassau-Siegen (†zm 1707)
- Elżbietę Julianę (ur. 1 sierpnia 1637; zm. 20 marca 1707); ∞ Wolrad Henryk von Waldeck-Eisenberg (1642-1664)
- Annę Zofię (ur. 1 października 1639; zm. 1646)
- Joannę (ur. 30 października 1639; zm. 1639)
- Filipa (ur. 5 listopada 1643; zm. 3 sierpnia 1644)